# Richard Maatz

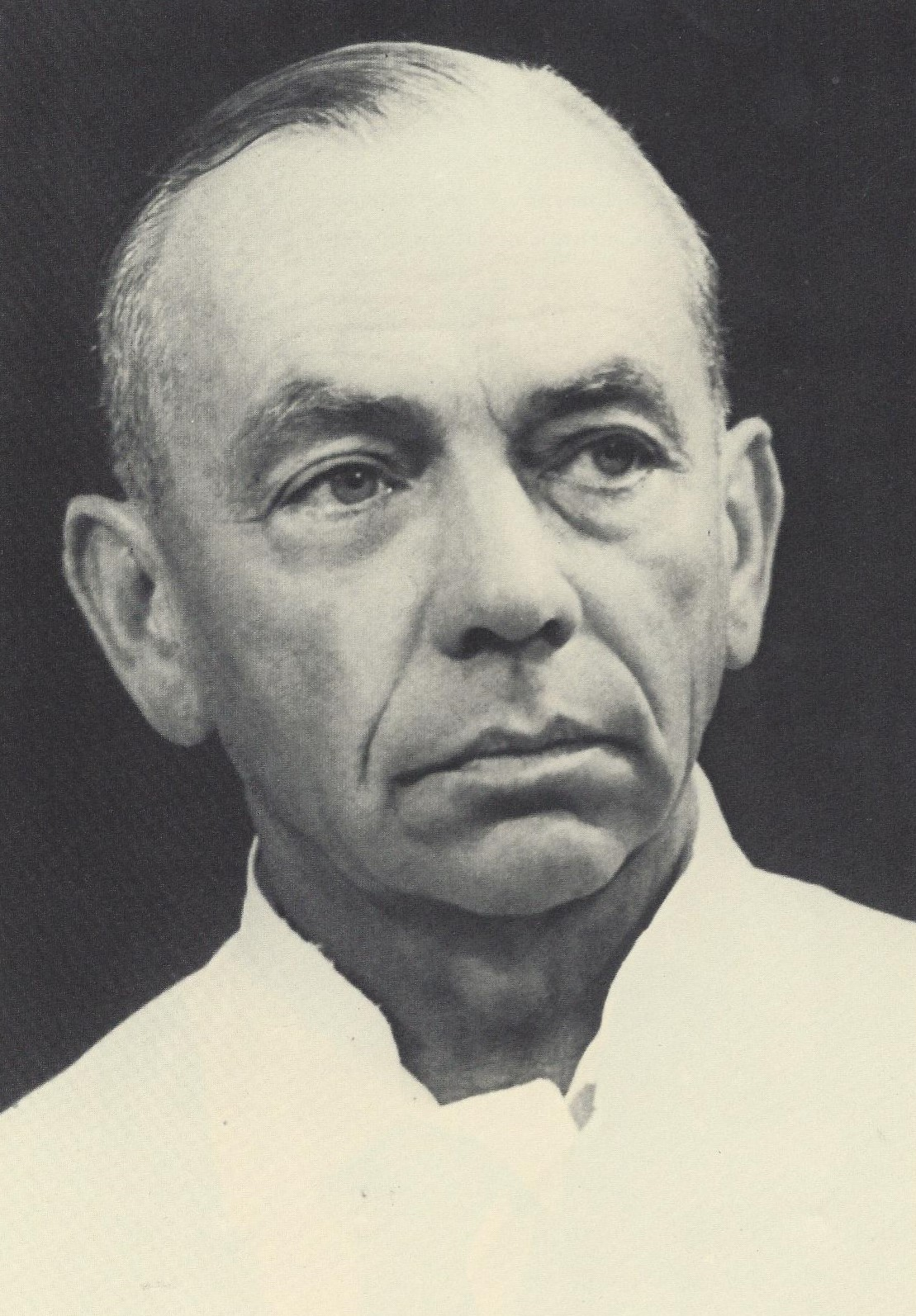
Richard Maatz, um 1950

Richard Friedrich Franz Maatz (* 19. August 1905 in Kiel; † 25. April 1989 in Bad Schwartau) war ein deutscher Chirurg.

## Leben
Als Sohn des gleichnamigen Steuerrechtlers besuchte Maatz die Hebbelschule, eine Oberrealschule in Kiel. Nach dem Abitur studierte er an der Friedrich-Wilhelms-Universität zu Berlin und der Christian-Albrechts-Universität zu Kiel Medizin. Nachdem er 1930 in Kiel das Staatsexamen bestanden hatte, war er zwei Jahre bei dem Pathologen Martin Staemmler am Nauwerck-Haus in Chemnitz. 1932 wurde er in Kiel zum Dr. med. promoviert. Im Oktober 1933 ging er als Assistent zu Wilhelm Anschütz in der Kieler Chirurgie. Mit dem (noch nicht habilitierten) Oberarzt Gerhard Küntscher entwickelte sich eine freundschaftliche Zusammenarbeit. Maatz habilitierte sich am 17. Februar 1939, vier Jahre nach Küntscher. Seit 1940 Privatdozent, wurde er am 14. Juli 1949 zum apl. Professor ernannt. Er erlebte die Ordinarienwechsel mit Wilhelm Fischer und Robert Wanke. Mit Küntscher und Wolfgang Lentz bildete er das „Dreigestirn des Küntscher-Nagels“. 1954 war er Chefarzt des neuen Deutschen Rot-Kreuz-Lazaretts in Busan, Südkorea. Nach zwei Jahren ging er als Chef an das Auguste-Viktoria-Krankenhaus in Berlin-Schöneberg. Seit 1971 im Ruhestand, war er 1972 Vorsitzender der 109. Tagung der Vereinigung Nordwestdeutscher Chirurgen. Oft war er in seinem Ferienhaus in Kalifornien, einem Strandbad von Schönberg (Holstein). Seine  letzten Jahre verlebte er bei einer seiner vier Töchter in Bad Schwartau. Beigesetzt wurde er auf dem Parkfriedhof Eichhof in Kronshagen. Die Berliner Chirurgische Gesellschaft lobt das Richard-Maatz-Stipendium aus.

## Ehrungen
- Ehrenmitglied der Berliner Chirurgischen Gesellschaft[3]

## Veröffentlichungen
- Über die Formschlüssigkeit bei Küntschernagelung. In: Zentralblatt für Chirurgie. Band 70, 1943, S. 1641 ff.